# Funció finestra
Un funció finestra és una funció matemàtica usada sovint en l'anàlisi i el processament de senyals per evitar les discontinuïtats al principi i al final dels blocs analitzats. En processament de senyals, una finestra s'utilitza quan ens interessa un senyal de longitud voluntàriament limitada. En efecte, un senyal real ha de ser de temps finit, a més, un càlcul només és possible a partir d'un nombre finit de punts. Per observar un senyal en un temps finit, la multipliquem per una funció finestra.
La més simple és la finestra rectangular definida com:
{\displaystyle h(t)={\begin{cases}1&{\mbox{ si }}t\in [0,T]\\0&{\mbox{resta}}\end{cases}}}
Així, quan multipliquem un senyal {\displaystyle s(t)} per aquesta finestra, obtindrem únicament els {\displaystyle T} primers segons del senyal:  observem  el senyal en un interval {\displaystyle T}. En lloc d'estudiar el senyal {\displaystyle s(t)}, s'estudia el senyal truncat: {\displaystyle s_{h}(t)=s(t)\cdot h(t)}. Si passem al domini de la freqüència, mitjançant una transformada de Fourier, obtenim el producte de convolució {\displaystyle S_{h}(f)=S(f)\ast H(f)}, on {\displaystyle H(f)} és la transformada de Fourier de la finestra.
La utilització d'una finestra canvia l'espectre en freqüència del senyal. Hi ha diferents tipus de finestra que permeten obtenir diferents resultats en el domini de les freqüències.

## Finestres típiques
Algunes finestres en la seva forma discreta de mida {\displaystyle N\,}, on {\displaystyle 0\leq \;n\leq \;N-1\,}

### Rectangular

Funció finestra rectangular i la seva resposta de freqüència

{\displaystyle v(n)=1\,}

### Hann
{\displaystyle v(n)=a_{0}-a_{1}\,\cos \left({\frac {2\pi n}{N-1}}\right)}
{\displaystyle a_{0}=0,5;\quad a_{1}=0,5\quad \,}

Funció finestra de Hann i la seva resposta de freqüència

Sovint, la finestra de Hann apareix anomenada com a finestra de  Hanning  en analogia a la finestra de Hamming. Això és incorrecte, atès que els noms de les finestres es deuen a Julius von Hann i Richard Wesley Hamming respectivament. Un altre nom comú per a aquesta finestra és "cosinus elevat".

### Hamming

Funció finestra de Hamming i la seva resposta de freqüència

{\displaystyle v(n)=a_{0}-a_{1}\,\cos \left({\frac {2\pi n}{N-1}}\right)}
{\displaystyle a_{0}=0,53836;\quad a_{1}=0,46164\quad \,}

### Blackman

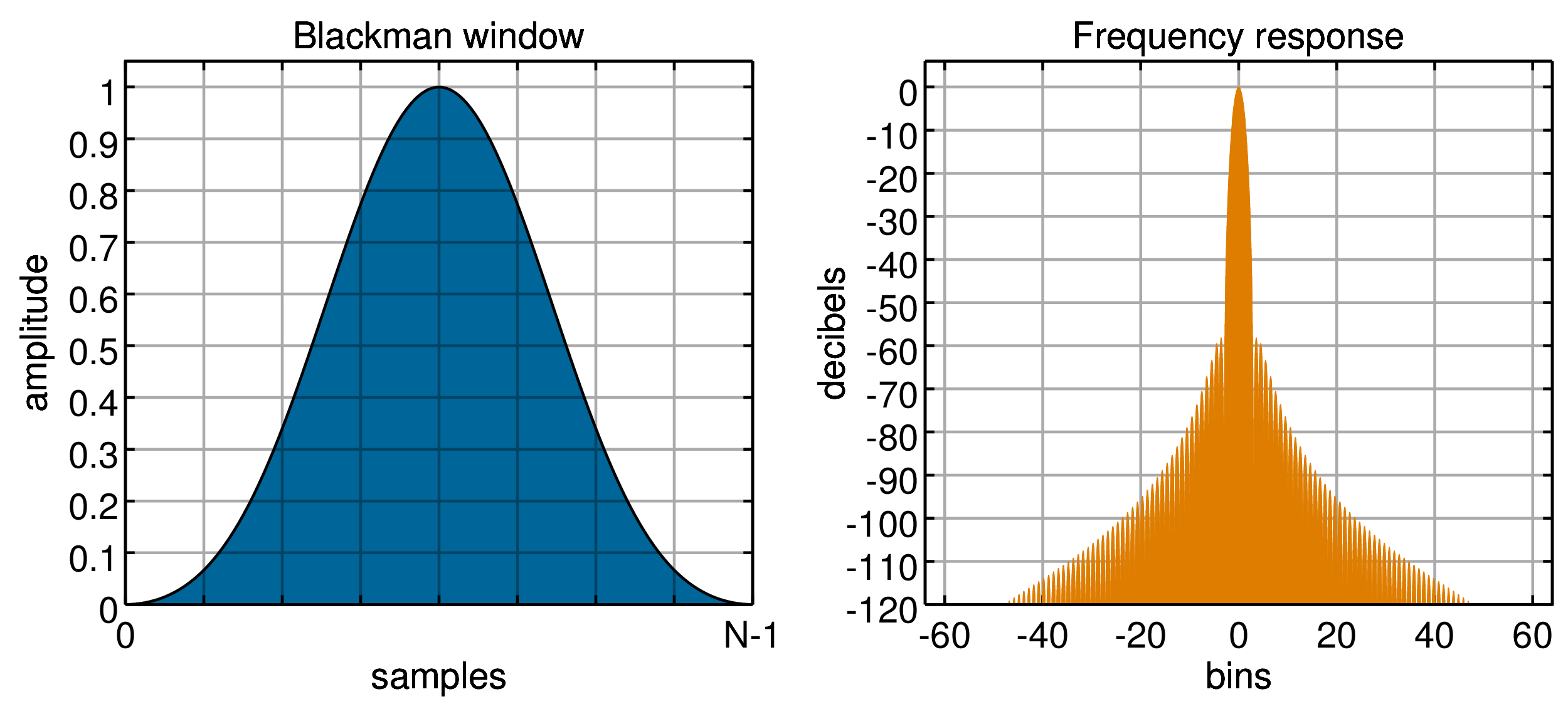
Funció finestra de Blackman i la seva resposta de freqüència

{\displaystyle v(n)=a_{0}-a_{1}\cos \left({\frac {2\pi n}{N-1}}\right)+a_{2}\cos \left({\frac {4\pi n}{N-1}}\right)}
{\displaystyle a_{0}=0,42;\quad a_{1}=0,5;\quad a_{2}=0,08\,}

### Blackman-Harris

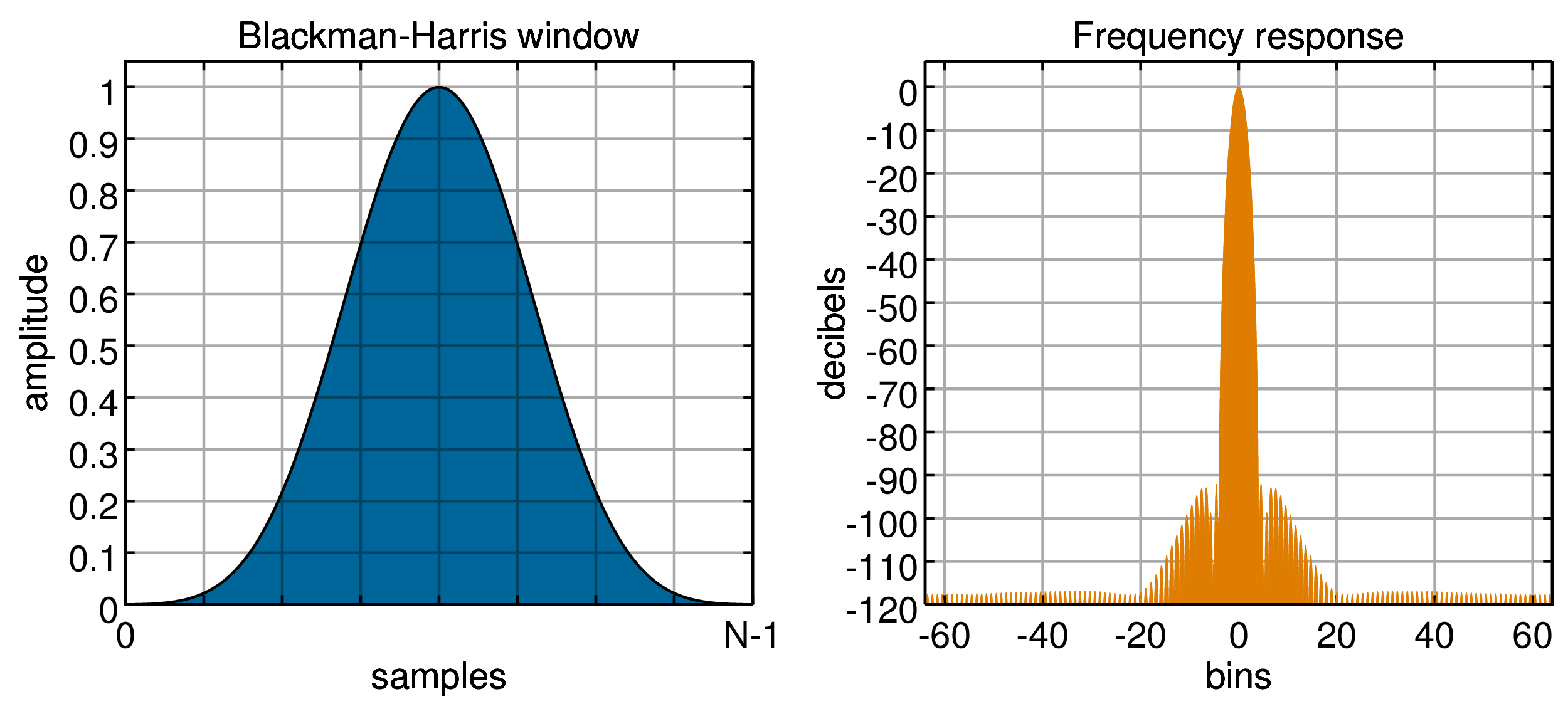
Funció finestra de Blackman-Harris i la seva resposta de freqüència

{\displaystyle v(n)=a_{0}-a_{1}\cos \left({\frac {2\pi n}{N-1}}\right)+a_{2}\cos \left({\frac {4\pi n}{N-1}}\right)-a_{3}\cos \left({\frac {6\pi n}{N-1}}\right)}
{\displaystyle a_{0}=0,35875;\quad a_{1}=0,48829;\quad a_{2}=0,14128;\quad a_{3}=0,01168\,}

### Blackman-Nuttall

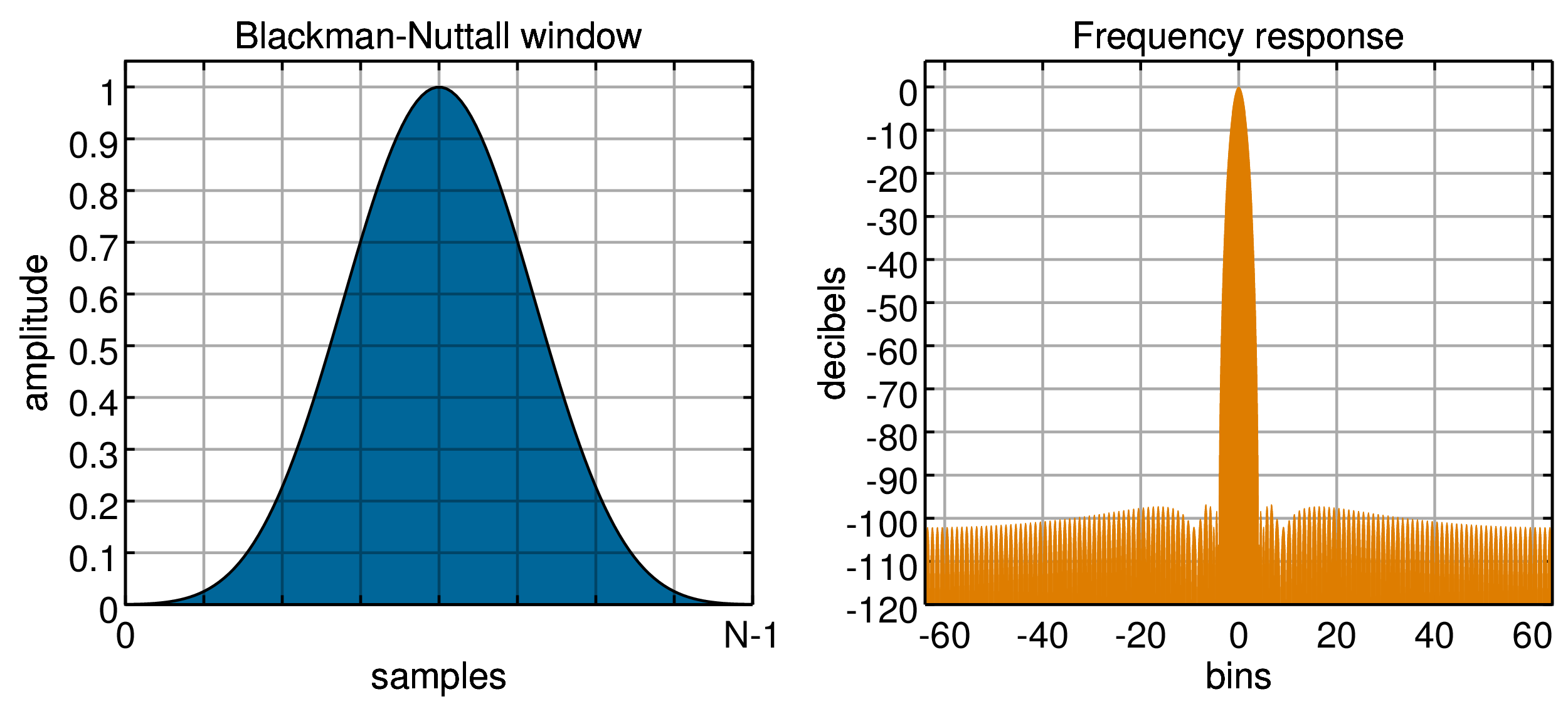
Funció finestra de Blackman-Nuttall i la seva resposta de freqüència

{\displaystyle v(n)=a_{0}-a_{1}\cos \left({\frac {2\pi n}{N-1}}\right)+a_{2}\cos \left({\frac {4\pi n}{N-1}}\right)-a_{3}\cos \left({\frac {6\pi n}{N-1}}\right)}
{\displaystyle a_{0}=0,3635819;\quad a_{1}=0,4891775;\quad a_{2}=0,1365995;\quad a_{3}=0,0106411\,}

### Flat top

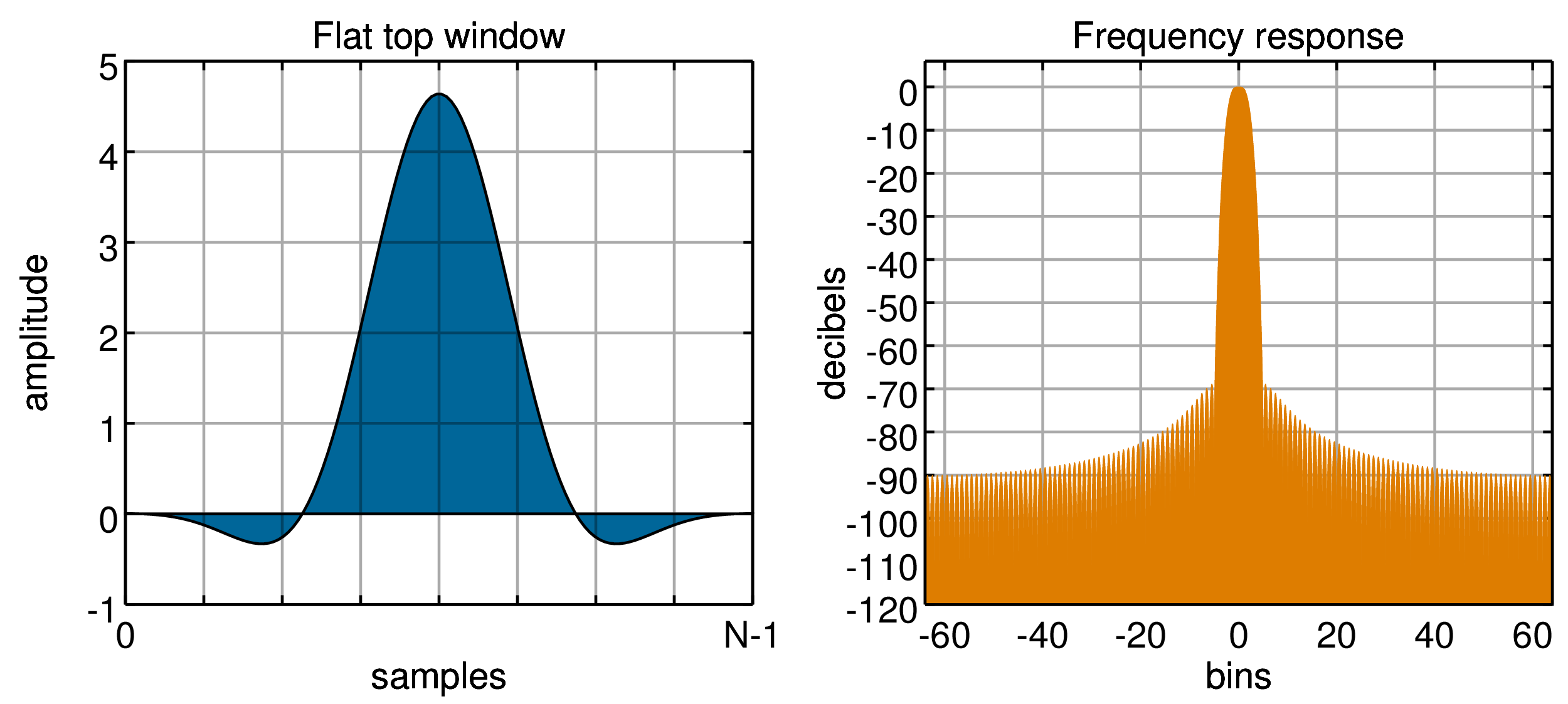
Funció finestra flat-top i la seva resposta de freqüència

{\displaystyle v(n)=a_{0}-a_{1}\cos \left({\frac {2\pi n}{N-1}}\right)+a_{2}\cos \left({\frac {4\pi n}{N-1}}\right)-a_{3}\cos \left({\frac {6\pi n}{N-1}}\right)+a_{4}\cos \left({\frac {8\pi n}{N-1}}\right)}
{\displaystyle a_{0}=1;\quad a_{1}=1,93;\quad a_{2}=1,29;\quad a_{3}=0,388;\quad a_{4}=0,032\,}

### Gauss

Funció finestra de Gauss i la seva resposta de freqüència

{\displaystyle v(n)=e^{-{\frac {1}{2}}\left({\frac {n-(N-1)/2}{\sigma (N-1)/2}}\right)^{2}}}
{\displaystyle \sigma \leq \;0,5\,}

### Triangular

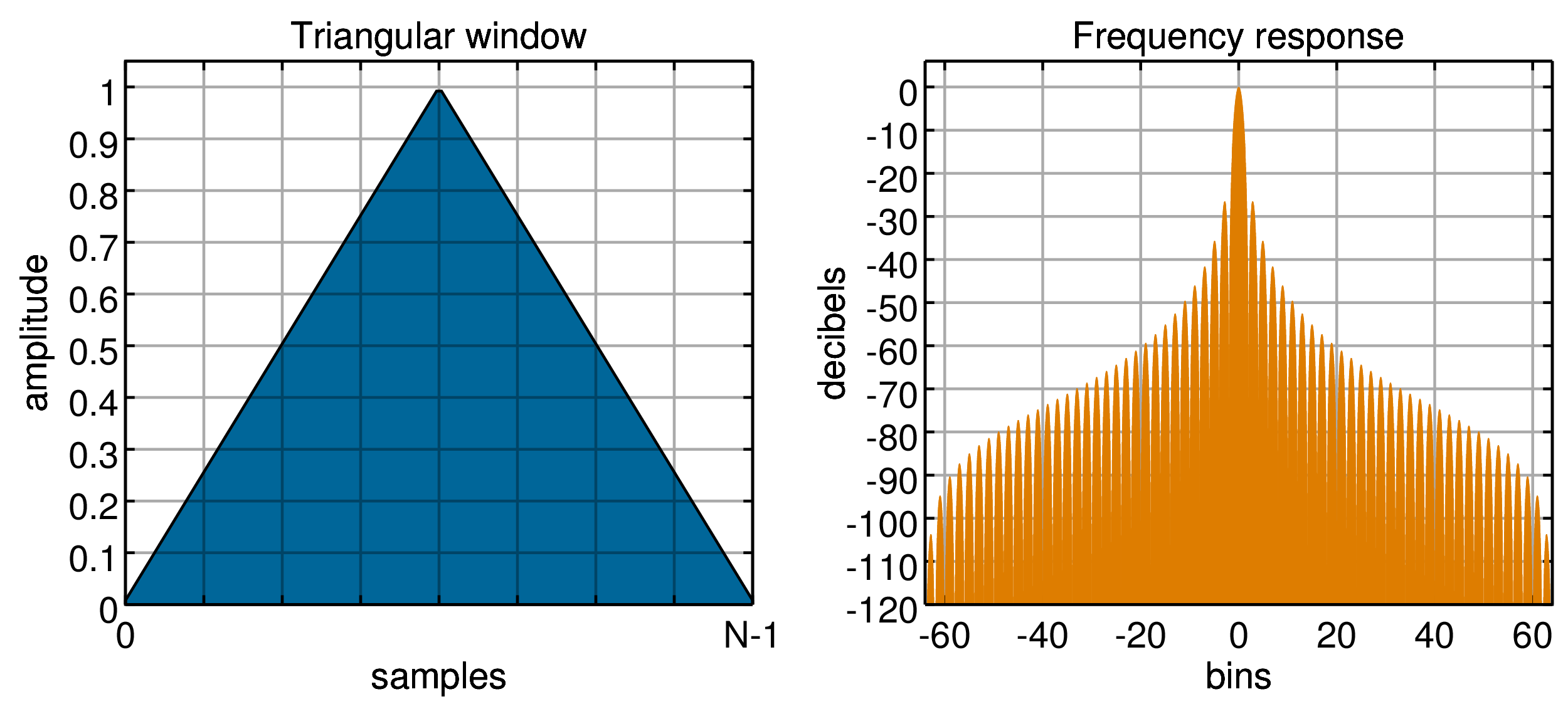
Funció finestra triangular i la seva resposta de freqüència

{\displaystyle v(n)={\frac {N}{2}}-\left|n-{\frac {N-1}{2}}\right|\,}

### Bartlett

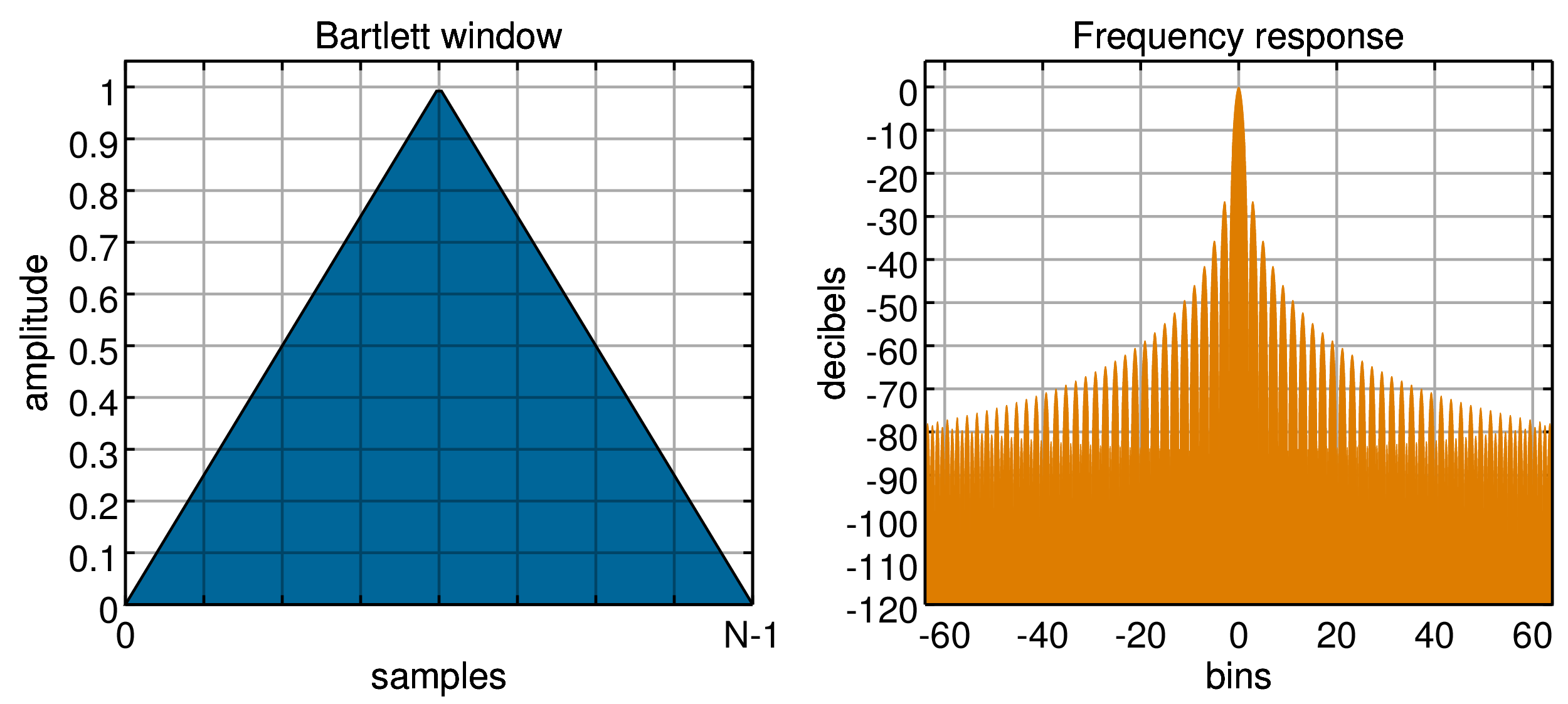
Funció finestra de Bartlett i la seva resposta de freqüència

{\displaystyle v(n)={\frac {N-1}{2}}-\left|n-{\frac {N-1}{2}}\right|\,}

### Bartlett-Hann

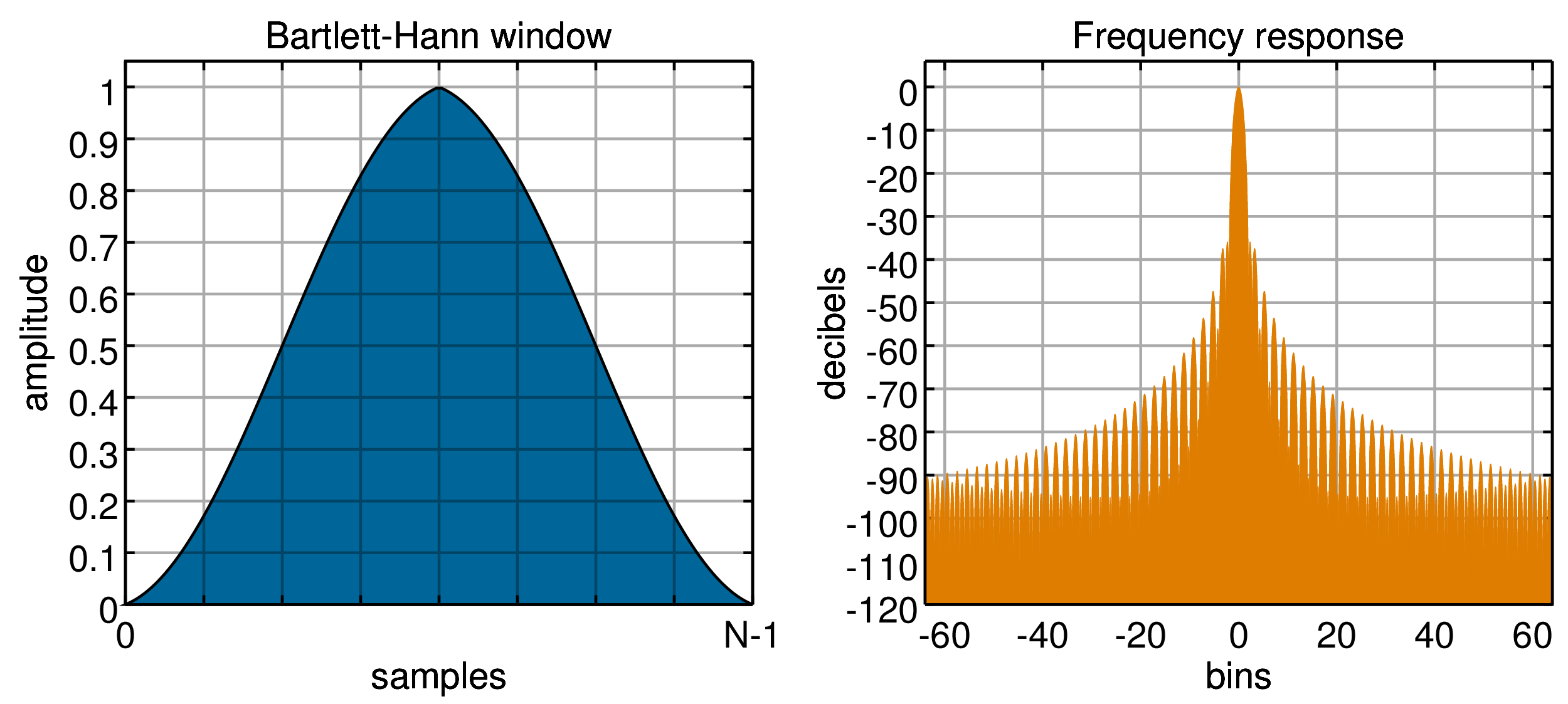
Funció finestra de Bartlett-Hann i la seva resposta de freqüència

{\displaystyle v(n)=a_{0}-a_{1}\left|{\frac {n}{N-1}}-{\frac {1}{2}}\right|-a_{2}\cos \left({\frac {2\pi n}{N-1}}\right)}
{\displaystyle a_{0}=0,62;\quad a_{1}=0,48;\quad a_{2}=0,38\,}

### Kaiser
{\displaystyle v(k)={\frac {I_{0}(\pi a{\sqrt {1-(2k/t)^{2}}})}{I_{0}(\pi a)}}}
On {\displaystyle I_{0}\,} és la funció de Bessel de primer tipus d'ordre zero i {\displaystyle a\,} és un nombre real arbitrari que determina la forma de la finestra.